# Alberto Pinton
Alberto Pinton född den 4 mars 1962 i Marghera (en industristad utanför Venedig) är en jazzmusiker, rörblåsare och kompositör, numera boende och verksam i Sverige. Han spelar all slags saxofoner, klarinetter och flöjter, och spelar dels i egna grupper men också som medverkande i andra band, såsom Bohuslän Big Band, Norrbotten Big Band, Radiojazzgruppen och Stockholm Jazz Orchestra. Han har också uppträtt med Bob Brookmeyer, Maria Schneider, Lennart Åberg, Nils Landgren, George Russel, Tim Hagans, Carla Bley och Adam Nussbaum.
Pinton har utgivit elva album under eget namn eller tillsammans med andra. Dessa innefattar
- Alberto Pinton Quintet,
- Alberto Pinton Clear Now,
- Dog Out,
- Pinton Kullhammar Zetterberg Nordeson,
- Alberto Pinton Nascent,
- Alberto Pinton Noi Siamo

## Diskografi
- 2001 Common intent, Moserobie Music
- 2003 Terraferma, Moserobie Music
- 2004 Dog Out, Moserobie Music
- 2004 The Visable, Moserobie Music
- 2005 Motionemotion, Moserobie Music
- 2007 Vita Pratica, Moserobie Music
- 2009 Chant, Clean Feed Records
- 2013 Nascent, RedHorn Records
- 2016 Resiliency,  Moserobie Music
- 2018 Live in Japan, Wildcat House
- 2018 Opus Facere, Clean Feed Records
- 2018 Röd, Inget skivbolag
- 2019 AP6C, Clear Now Records
- 2020 All The Difference, Clear Now Records
- 2021 Good Ideas, Clear Now Records
- 2021 NUQartet, Clear Now Records
- 2025 Allt Större Klarhet, Moserobie Music

## Utmärkelser och priser
- 2009 – Jazzkannan
- 2014 – Bert Levins stiftelse för jazzmusik